# كهف كالاو
كهف كالاو هو واحدة من 300 كهف من الحجر الجيري تقع في برنجيه ماجدالو و كيبال في بلدية بينابلانكا، على بعد حوالي 24 كم (15 ميل) شمال شرق مدينة تيغيغيوراو، عاصمة مقاطعة كاغايان داخل المناظر الطبيعية المحمية بينبلانكا والمنظر البحري في سفوح التلال الغربية من جبال سييرا مادري الشمالية في جزيرة لوزون في الفلبين.

## وصلات خارجية
- Photo of the Callao Cave's 1st Chamber from Panoramio
- Photo of the Callao Cave's 3rd Chamber from Panoramio
- Photo of the Callao Cave's 4th Chamber from Panoramio
- Photo of the Callao Cave's 5th Chamber from Panoramio
- 2019 article on Homo luzonensis in Nature